# Les Mendiants de Burgos
Les Mendiants de Burgos est un tableau de Gustave Doré, peint en 1875. Vendu en 2012 par la Galerie Michel Descours, il est en collection privée.
L'œuvre montre un groupe de mendiants castillans devant un mur blanchi à la chaux comme s'ils s'étaient assemblés pour un portrait. La plupart sont vêtus de lambeaux de couvertures, de châles usés, et de vêtements en désordre, même si certains portent une écharpe et des chapeaux colorés. Une jeune mère, peut-être une veuve récente, est assise seule tenant son enfant. Un homme infirme se trouve dans un petit wagon en bois, ses mains enveloppées dans du cuir ou des chiffons. Proche du centre, un grand homme se penche sur les bâtons de marche ; une famille avec deux enfants en bas âge va de sa gauche, alors qu'un couple s'étale sur le trottoir avec un bébé et un chien. Les autres mendiants vus sur les bords de la peinture sont une femme avec un tambourin et plusieurs hommes qui peuvent être à la fois des soldats ou des commerçants ayant connu des temps difficiles.

## Autres versions
L'artiste a également créé d'autres versions de cette œuvre; un dessin à la plume et au lavis d'encre de Chine en 1875 et un dessin à la plume en 1876.  La galerie Michel Descours rapporte aussi une version, en huile sur toile, de taille 29 × 60,5 cm en vente à Cherbourg le 29 mars 2010. La version du dessin à la plume est non localisée selon la galerie.